# Juvesvät
Juvesvät este o arie protejată (arie specială de conservare — SAC, sit de importanță comunitară — SCI) din Suedia întinsă pe o suprafață de 9,9 ha, integral pe uscat.

## Localizare
Centrul sitului Juvesvät este situat la coordonatele 57°21′08″N 18°35′19″E / 57.3523°N 18.5886°E.

## Înființare
Situl Juvesvät a fost declarat sit de importanță comunitară în aprilie 2004 pentru a proteja 1 specie de plante. Situl a fost protejat și ca arie specială de conservare în martie 2011.

## Biodiversitate
Situată în ecoregiunea boreală, aria protejată conține 3 habitate naturale: Pajiști carstice calcaroase sau bazofile, de Alysso-Sedion albi, Taiga vestică, Alvar nordic și șisturi calcaroase precambriene.
La baza desemnării sitului se află o specie protejată de  plante: sorbus teodorii (Sorbus teodori).